# Peter Daszak

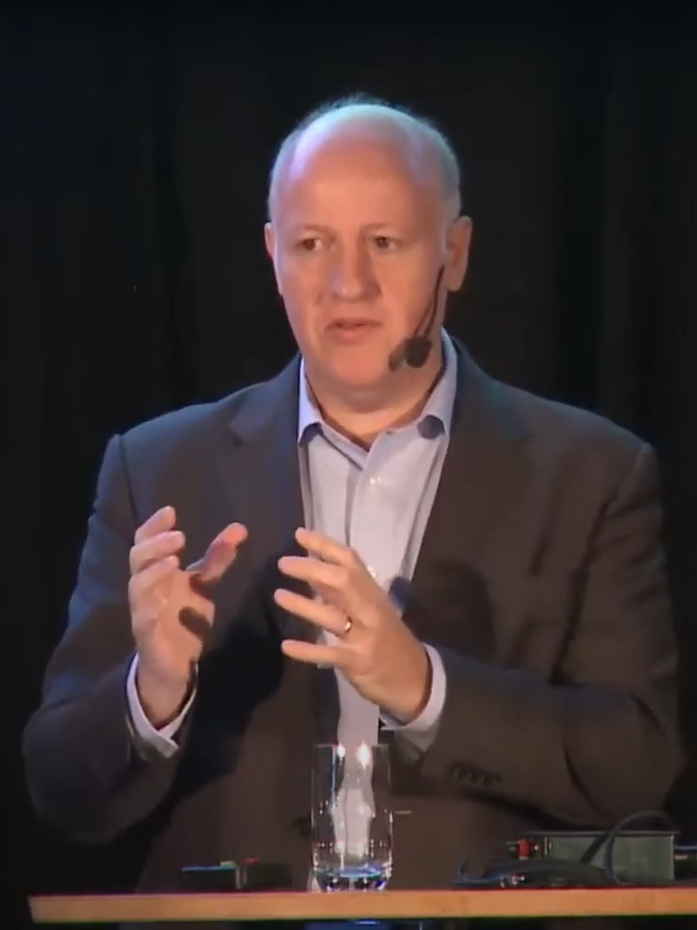
Peter Daszak, 2017

Peter Daszak ist ein britisch-amerikanischer Zoologe und ein Experte für Infektionsepidemiologie, spezialisiert unter anderem auf dem Gebiet der Zoonosen. Er war bis zum 6. Januar 2025 Präsident der in New York City ansässigen EcoHealth Alliance.

## Studium
Daszak erwarb 1987 am University College of North Wales (UCNW) einen B.Sc. in Zoologie und 1994 an der University of East London den Ph.D. auf dem Gebiet der Parasitären Infektionskrankheiten.

## Beruflicher Werdegang
Nach dem Studium arbeitete Daszak an der Kingston University, in Surrey, England. Ende der 1990er Jahre zog er in die Vereinigten Staaten, an das Institute of Ecology der University of Georgia. Er arbeitete auch am National Center for Infectious Diseases, einem Teil der in Georgia ansässigen staatlichen Zentren für Krankheitskontrolle und -prävention. Danach zog er nach New York City als Leiter eines Forscherteams am Consortium for Conservation Medicine, das Infektionskrankheiten und Seuchengefahren weltweit untersucht.
Daszak hat Dozentenstellen an mehreren Universitäten in den USA und im Vereinigten Königreich inne, unter anderem an der Columbia University Mailman School of Public Health.
Seit langem arbeitet er auf dem interdisziplinären Feld der conservation medicine.
Seine Forschungen widmen sich der Vorhersehbarkeit und den Folgen neuer Krankheiten bei Wildtieren, Nutztieren und Menschen. Dabei arbeitet er auch mit Gain of function modifizierten Viren. Unter anderem nimmt er an Studien von Epidemien teil, die von dem Nipah-Virus verursacht werden, dem Henipavirus, dem SARS-Virus, dem Mers-Virus und dem West-Nil-Virus.
Die Zusammenarbeit mit Shi Zhengli und dem Wuhan Institute of Virology von 2005 bis 2019 führte zur Veröffentlichung mehrerer Artikel in internationalen Fachzeitschriften, an denen Daszak beteiligt war. Diese hatten unter anderem die Entdeckung des zoonotischen Ursprung von SARS-artigen Coronaviren in Fledermäusen, eine Studie über unentdeckte Übersprungs-Ereignisse von Fledermaus-Coronaviren auf die Landbevölkerung in China und die Isolation eines Fledermaus-Coronavirus, welches den ACE2-Rezeptor nutzt, zum Thema.
Daszak ist Mitglied mehrerer Beratungsgremien, wie etwa der International Union for the Conservation of Nature, der Weltgesundheitsorganisation (WHO), der National Academy of Sciences und des Innenministeriums der Vereinigten Staaten. Er ist Mitglied der National Academy of Medicine und Vorsitzender des Forums on Microbial Threats der National Academies of Sciences, Engineering, and Medicine und sitzt im Aufsichtsrat der One Health Kommission.
Daszak war eines der 30 Mitglieder einer Expertengruppe, die im Februar 2018 bei der Weltgesundheitsorganisation in Genf tagte und im Schlussbericht eine Warnung über die Möglichkeit einer Pandemie aussprach, die sich durch einen noch unbekannten Krankheitserreger in naher Zukunft ausbreiten könne. Diese unbekannte Krankheit, Disease X genannt, setzte sie auf einer Liste mit acht Krankheitserregern, deren intensive Erforschung mit höchster Priorität empfohlen wurde.
Die Organisation EcoHealth Alliance erhielt bis zur Einstellung der Förderung im Jahre 2024 projektbezogen 72,4 Millionen Dollar  von US-amerikanischen Regierungsstellen. Weitere Spenden erhielt die EcoHealth Alliance von der Gates Foundation, der Packard Foundation und der MacArthur Foundation.
Im Mai 2024 setzte das Gesundheitsministerium der USA (HHS) jede bereits genehmigte Förderung für Daszak aus. Dieser Ausschluss gilt fünf Jahre. Zuvor wurden diese Maßnahmen bereits gegen die Eco Health Alliance verfügt. Das HHS wirft Daszak vor, entgegen der Zuschussbedingungen die Aktivitäten des Wuhan Institute of Virology (WIV) nicht angemessen überwacht und nicht über die Hochrisikovirenstudien des Labors berichtet zu haben.

Daher erklärte der republikanische Vorsitzende des Ausschusses für Aufsicht und Regierungsreform des US-Repräsentantenhauses, James Comer:

„Der böse Akteur EcoHealth Alliance und sein korrupter früherer Präsident, Dr. Peter Daszak, wurden vom HHS formell ausgeschlossen, weil sie mit Steuergeld gefährliche Gain-of-Function-Forschung in China ermöglichten.“

## Publikationen
Bis Anfang 2020 war er an der Erstellung von über 300 wissenschaftlichen Abhandlungen beteiligt und wird als Highly Cited Researcher beim Web of Science bezeichnet. Zusätzlich zu den Publikationen für die Fachwelt wird über seine Arbeit auch in populärwissenschaftlichen Berichterstattungen berichtet, von Zeitschriften und Zeitungen bis hin zu Fernsehsendungen und Podcasts.

### Interviews
Zu Zeiten von Epidemien wird er von den Medien als Experte für Infektionskrankheiten, die von Tieren auf Menschen übertragen werden, konsultiert. In Interviews plädiert er für überstaatliche, vorausschauende Maßnahmen im Sinne von Bereitschaftsplanung (im Englischen: Preparedness), um künftige Epidemien verhindern zu können.
Zur Zeit der Ebola-Epidemie im westlichen Afrika sprach er 2014 in einem Interview die wirtschaftlichen Zusammenhänge der Krisenbewältigung an. Forscher hätten festgestellt, dass es kostengünstiger sei, den Gefahren einer künftigen Pandemie durch neuartige Viren entgegenzuwirken als nach dem Ausbruch einer Infektionskrankheit eine globale Lösung zu suchen.
Anfang Februar 2020, als das neuartige Coronavirus SARS-CoV-2 anfing, sich über die Grenzen von China hinaus auszubreiten, erläuterte er der Moderatorin eines kanadischen Fernsehsenders die Bedingungen, unter denen eine Epidemie zur Pandemie hochgewertet werde und welche Folgen zu erwarten seien. Sobald eine Epidemie auf zwei Kontinenten zu finden ist und sich durch menschliche Übertragungen in der Allgemeinbevölkerung (im Englischen: community transmission) ausbreitet, sei es zu erwarten, dass die Weltgesundheitsorganisation (WHO) sie zur Pandemie erklären werde. Seiner Meinung nach dürfte man jene Epidemie im jetzigen Fall schon mit der unter dem Namen Disease X vorausgesagten Infektionskrankheit gleichsetzen.
Im April 2020 widersprach er während eines Interviews im US-amerikanischen Politikmagazin Democracy Now der damals weitverbreiteten Theorie, dass das SARS-CoV-2-Virus das Ergebnis eines Laborunfalls im Institut für Virologie Wuhan sein könnte. Er bezeichnete derartige Behauptungen als „völligen Quark“ (im Englischen: pure baloney). Dabei berief er sich auf seine eigene Zusammenarbeit mit dem Institut, verteidigte die Professionalität der Labormitarbeiter und erläuterte die Umstände, die durch den Handel mit Wildtieren auf dem sogenannten Wet market in Wuhan entstehen. Er vertrat diese Position auch mehrfach auf Twitter, wo er nach Angaben von Journalisten gegenüber Verfechtern der Labor-Theorie „zuweilen die akademische Contenance“ verliere.
Im Jahr 2021 war Peter Daszak Mitglied eines WHO-Teams internationaler Wissenschaftler, das den möglichen Ursprung der Epidemie in Wuhan untersucht hat. Dieses WHO-Team bestand aus 13 Experten aus Australien, Deutschland, Großbritannien, den Niederlanden, Japan, Katar, Russland, den USA und Vietnam. Er hatte sich nach eigener Darstellung bei der WHO um die Position beworben, drei Experten, die von der Regierung Donald Trumps vorgeschlagen worden waren, hatte die WHO dagegen zuvor abgelehnt. Obwohl Daszak lange Jahre mit der Virologin Shi Zhengli vom Institut für Virologie Wuhan zusammengearbeitet hatte, das unter anderem Gegenstand der WHO-Untersuchung sein sollte, wurde er von der WHO in das Forschungsteam aufgenommen.
Berichte über internationale Spannungen mit Bezug auf die Arbeit des Teams wurden später in der Weltpresse veröffentlicht.

## Veröffentlichungen (Auswahl)
- (2020, Koautor) A strategy to prevent future epidemics similar to the 2019-nCoV outbreak. Biosafety and Health. Bd. 2, Nr. 1, S. 6–8 (doi:10.1016/j.bsheal.2020.01.003).
- (2020, Koautor) Statement in support of the scientists, public health professionals, and medical professionals of China combatting COVID-19. The Lancet 395 (10226): e42–e43 (doi:10.1016/S0140-6736(20)30418-9).
- (2020, Koautor) Escaping Pandora’s Box – Another Novel Coronavirus. The New England Journal of Medicine 382, S. 1293–1295 (doi:10.1056/NEJMp2002106).
- (2019, Koautor) Human-animal interactions and bat coronavirus spillover potential among rural residents in Southern China. Biosafety and Health. Bd. 1, Nr. 2, S. 84–90 (doi:10.1016/j.bsheal.2019.10.004).
- (2018, Koautor) The Economics of Infectious Disease, Trade and Pandemic Risk. EcoHealth Bd. 15, Nr. 2, S. 241–243 (doi:10.1007/s10393-018-1347-0).
- (2018, Koautor) The Global Virome Project. Science, 23 Feb 2018: Bd. 359, Nr. 6378, S. 872–874 (doi:10.1126/science.aap7463).
- (2018, Koautor) Building a global atlas of zoonotic viruses. Bulletin of the World Health Organization, Bd. 96, S. 292–294 (doi:10.2471/BLT.17.205005).
- (2016, Koeditor) One Health: The Human-Animal-Environment Interfaces in Emerging Infectious Diseases: Food Safety and Security, and International and National Plans for Implementation of One Health Activities. Springer, Berlin, ISBN 978-3-642-35845-6.
- (2012) Anatomy of a pandemic. The Lancet, Band 380, Nr. 9857, S. 1883–1884 (doi:10.1016/S0140-6736(12)61887-X).
- (2010, Koautor) Impacts of biodiversity on the emergence and transmission of infectious diseases. Nature 468 (2010), S. 647–652 (doi:10.1038/nature09575).
- (2009, Koautor) Reducing the Risks of the Wildlife Trade. Science, Bd. 324, Nr. 5927, S. 594–595 (doi:10.1126/science.1174460).
- (2008, Koautor) Global trends in emerging infectious diseases. Nature 451 (2008), S. 990–993 (doi:10.1038/nature06536).
- (2000, Koautor) Emerging Infectious Diseases of Wildlife – Threats to Biodiversity and Human Health. Science, Bd. 287, Nr. 5452, S. 443–449 (doi:10.1126/science.287.5452.443).